# Porochilus argenteus
Porochilus argenteus es una especie de peces de la familia Plotosidae en el orden de los Siluriformes.

## Morfología
• Los machos pueden llegar alcanzar los 35 cm de longitud total.

## Distribución geográfica
Es un endemismo de Australia.